# (110393) Rammstein
(110393) Rammstein (2001 TC8) – planetoida z głównego pasa planetoid okrążająca Słońce w ciągu 4,46 lat w średniej odległości 2,71 j.a. Odkryta 11 października 2001 roku, nazwana na cześć zespołu muzycznego Rammstein.